# 跳伞

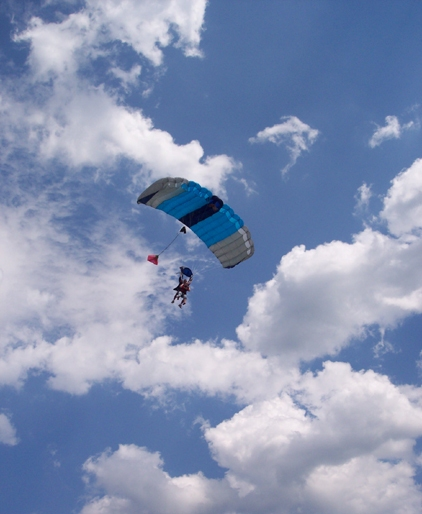
跳伞运动

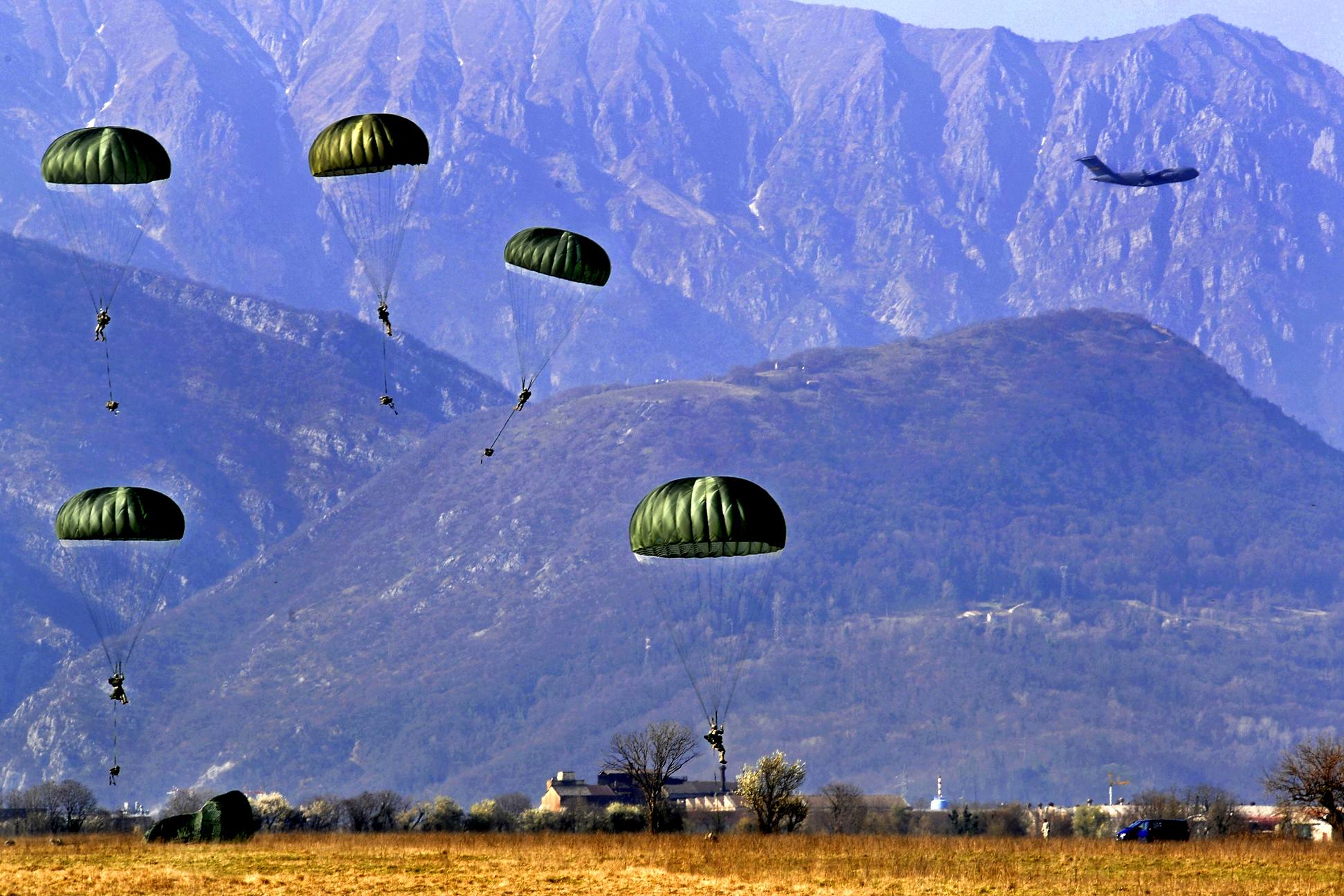
美國陸軍173空降旅在義大利進行跳傘訓練，2008年

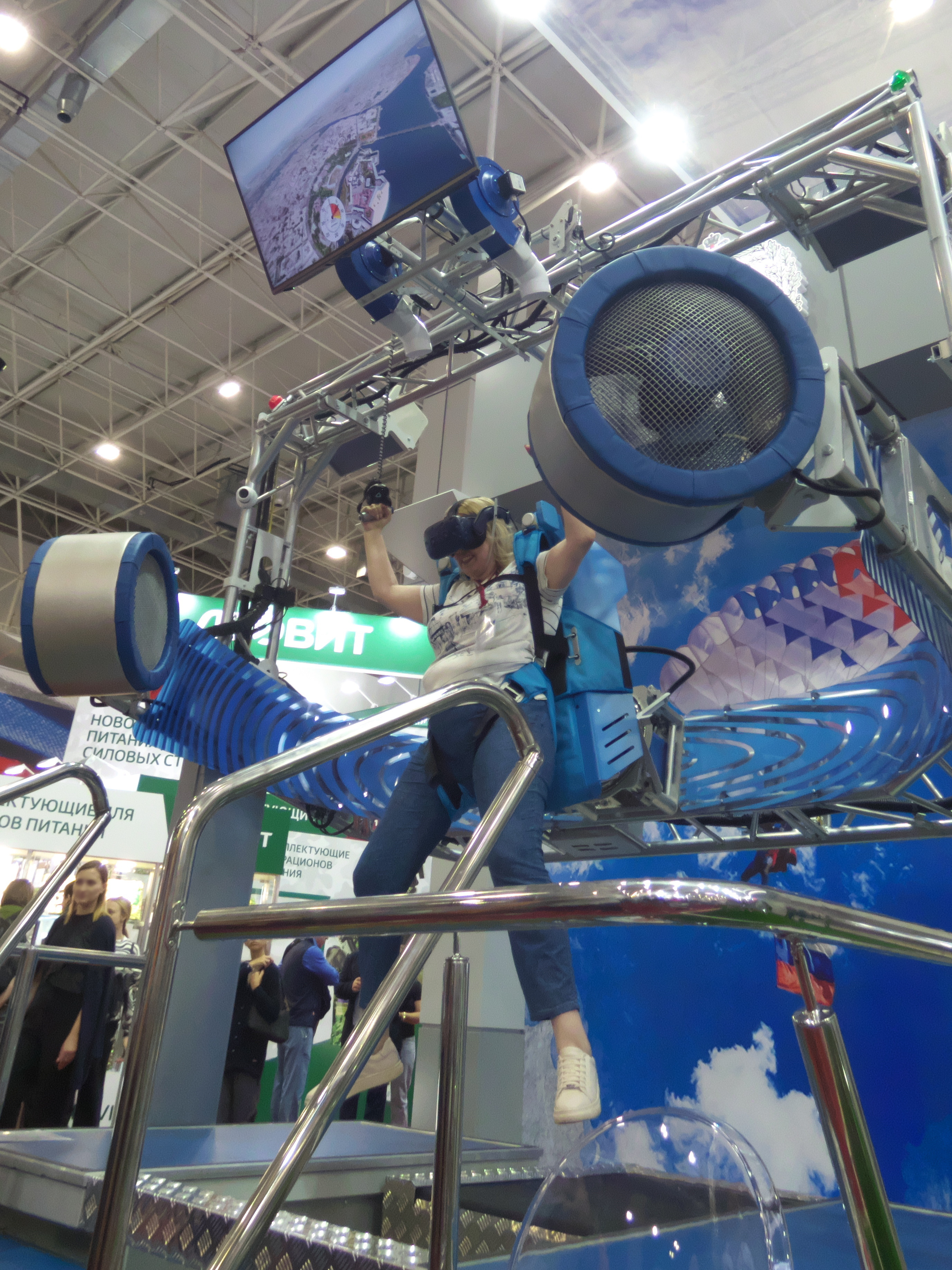
虚拟现实模拟器

跳伞指人利用降落伞从具有一定高度的航空器、跳伞塔、摩天大楼等高空处跳下来。这一过程中有一定的失重现象。

## 历史
1797年10月22日，法国青年安德烈-雅克·加纳林在巴黎借助热气球升至1,000（3,300英尺）的高空，完成人类史上首次成功的跳伞。 

## 跳伞纪录
- 1960年，美国空军试飞员約瑟夫·基廷格从31,333（102,799英尺）的高空跳伞成功，创下当时最高的高空跳伞纪录。[3][4]

- 2010年1月9日，两名男子从迪拜哈利法塔跳伞成功，创造了全球最高楼的跳伞纪录。

- 2012年10月14日在红牛远征计划中，奥地利人费利克斯·鲍姆加特纳创造了人类搭乘气球抵达的最高高度39（24英里；128,000英尺）、人类自由落体最高时速（每小时1,173公里）两项世界纪录。其极速同时也突破了该温度下的音速，而在指挥中心负责指挥的正是前纪录的保持者：約瑟夫·基廷格。[5][4]

- 2014年10月24日，谷歌高管艾伦·尤斯塔斯（英语：Alan Eustace）从约41.4（25.7英里；136,000英尺）的高空跳伞成功，创下了新的高空跳伞纪录和新的充气气球升空高度纪录。[4]

## 国际跳伞赛事
1951年8月，在南斯拉夫举行第一届世界跳伞锦标赛。

## 跳伞类型
- 低空跳伞
- 特技跳伞
- 水上跳伞

- HALO：高跳低開：高空跳傘，低空開傘，軍事上有減少被偵測和被擊落的風險。
- HAHO：高跳高開。軍事上增加我方傘兵攻擊距離